# Irma Götze
Pour les articles homonymes, voir Götze.
Irma Götze, née le 3 décembre 1912 et morte le 7 mars 1980, est une anarchiste allemande, membre de l'Union libre des travailleurs d'Allemagne. Elle prend part à la Guerre civile espagnole. Tour à tour emprisonnée par les soviétiques, les français et la Gestapo, elle est déportée à Ravensbrück.

## Biographie
Irma Götze est née le 3 décembre 1912, probablement à Leipzig où vit sa mère, Anna Götze, une ouvrière anarchiste. Elle a deux frères, Waldemar et Ferdinand (Nante).
Irma Götz est puéricultrice de métier.
Comme sa mère, Irma Götze est membre de l'Union libre des travailleurs d'Allemagne d'obédience anarcho-syndicaliste (FAUD). Elle est active dans les Meutes de Leipzig (de), des groupes de jeunes provenant majoritairement de milieux ouvriers et indépendants des organisations de jeunes sous tutelle national-socialiste,,. Elle travaille dans la clandestinité comme coursière pour la FAUD, ce qui lui fait traverser la frontière vers la Tchécoslovaquie. Elle est également impliquée dans la production d'écrits illégaux.  
En 1935, Irma Götze fuit en Espagne et prend part à la Guerre civile espagnole en Catalogne en 1936. Elle est particulièrement impliquée dans le travail politique des anarcho-syndicalistes allemands à Barcelone et dans la prise en charge des miliciens,.
Elle est arrêtée par la police secrète soviétique, la GPU, en mai 1937 et emmenée dans la prison secrète Puerta del Angel, puis transférée dans une prison pour femmes. 
Après sa libération, Irma Götze émigre en France en 1938. Elle y est internée dans les camps de Gurs, d'Argelès-sur-Mer et de Rivesaltes en 1940 et 1941 comme étrangère ennemie et finit par tomber entre les mains de la Gestapo. En 1942, le tribunal de Dresde la condamne à deux ans et six mois de prison en raison de son activité à la FAUD. Après avoir purgé sa peine à la prison de Waldheim, elle est déportée au camp de concentration de Ravensbrück. Là, Irma Götze retrouve sa mère Anna Götze, qui est déjà emprisonnée depuis huit ans. 
Toutes les deux réussissent à s'évader lorsque les nazis comment les marches de la mort en avril 1945,.
Après la guerre, Irma Götze et sa mère rejoignent le Parti socialiste unifié d'Allemagne.
Le Bundestag allemand reconnaît, dans un rapport de 2019 , le rôle oublié des femmes de l'Union libre des travailleurs d'Allemagne dans la résistance au nazisme.